# 成高子站
成高子站，位于黑龙江省哈尔滨市香坊区成高子镇，是滨绥铁路沿线车站。距哈尔滨站20公里，绥芬河站528公里，现隶属哈尔滨铁路局哈尔滨铁路分局管辖，为四等站。一共有两对列车停靠。客運旅客乘降、包裹托运及整運办理。
1. ↑  Мелихов Г.В.  (PDF). Русский путь. 2003  [2022-06-24]. （原始内容存档 (PDF)于2022-04-03）.